# ماهیچه آسیالامی
ماهیچه آسیالامی یا عضله میلوهیویید (به انگلیسی: Mylohyoid muscle) نام یک جفت از عضلات گردن است. این عضلات در هر طرف از استخوان فک پایین به استخوان لامی متصل می‌شوند.
ماهیچهٔ آسیالامی یا دیافراگم دهانی یک ماهیچه جفت در گردن است که از فک پایین تا استخوان لامی کشیده می‌شود و کف حفره دهانی را تشکیل می‌دهد. نام این ماهیچه از دو محل اتصالش در نزدیکی دندان آسیای بزرگ گرفته شده‌است و کف مثلث زیرچانه‌ای را می‌سازد. این ماهیچه استخوان لامی و زبان را بالا می‌برد که این عمل در هنگام بلع و گفتار اهمیت دارد.
این ماهیچه در هر طرف از خط آسیالامی فک پایین (ماندیبل) آغاز می‌شود. سپس رشته‌های آن به‌سمت جلو و خط میانی در ناحیهٔ زیرچانه‌ای (ساب‌مِنتال) متمایل شده و با رشته‌های سمت مقابل در هم می‌آمیزند. این پیوستگی، سجاف آسیالامی (رافه میلوهیوئید) را پدید می‌آورد و در نهایت به استخوان لامی (هیوئید) متصل می‌شود. عصب‌دهی این ماهیچه به‌وسیلهٔ عصب آسیالامی انجام می‌گیرد که شاخه‌ای از عصب آلوئولار زیرین است.

## ساختار
ماهیچهٔ آسیالامی تخت و مثلثی‌شکل است و بلافاصله در بالای شکمچهٔ پیشین ماهیچهٔ دوشکمچه‌ای قرار دارد. این ماهیچه یک ماهیچه حلقی (مشتق از قوس حلقی نخست) و از ماهیچه‌های سوپرهیوئید است. دو ماهیچهٔ آسیالامی با هم کف ماهیچه‌ای حفرهٔ دهانی را تشکیل می‌دهند.
هر یک از این دو ماهیچه از خط آسیالامی فک پایین، که از هم‌آمیختگی میانی فک پایین در جلو تا آخرین دندان آسیای بزرگ در عقب امتداد دارد، آغاز می‌شود. رشته‌های پشتی به‌سمت پایین و میانی رفته و به سطح جلویی استخوان لامی می‌چسبند. رشته‌های میانی دو ماهیچه در یک درز میانی به هم می‌پیوندند.
ماهیچهٔ آسیالامی فضای زیرزبانی را از فضای زیر فکی جدا می‌کند و این دو فضا از طریق شکافی در کنارهٔ پشتی آزاد ماهیچه، بین ماهیچهٔ آسیالامی و ماهیچه لامی‌زبانی، با هم ارتباط دارند. غده بزاقی زیر فکی لبه‌های این ماهیچه را دربر گرفته و به دو لوب سطحی و عمقی، بالای ماهیچه و زیر آن، تقسیم می‌شود.

### عصب‌دهی
عصب‌دهی این ماهیچه توسط عصب آسیالامی، شاخه‌ای از عصب آلوئولار زیرین و این عصب نیز شاخه‌ای از عصب فکی پایینی است.

### رشد
ماهیچه‌های آسیالامی از مزودرم جنینی و به‌طور خاص از قوس حلقی نخست منشأ می‌گیرند.

### گونه‌ها
ممکن است این ماهیچه به شکمچه پیشین ماهیچه دوشکمچه‌ای متصل شده یا جایگزین آن شود و لغزش‌های فرعی به دیگر ماهیچه‌های لامی نیز شایع هستند. در برخی افراد درز میانی وجود ندارد و رشته‌های دو ماهیچه پیوسته هستند. وجود ماهیچهٔ آسیالامی فرعی که همان محل اتصال، عصب‌دهی و عملکرد را دارد نیز گزارش شده‌است. این ماهیچه ممکن است به دو بخش پیشین و پسین تقسیم شود که غده بزاقی زیرزبانی در بین آن‌ها قرار می‌گیرد. همچنین در ۱۰ تا ۵۰ درصد افراد، برجستگی (فتق) غده بزاقی زیرزبانی، رگ‌های خونی یا چربی در این ناحیه دیده می‌شود.

## کارکرد
ماهیچهٔ آسیالامی استخوان لامی و زبان را بالا می‌برد که این عمل در هنگام بلع و گفتار اهمیت دارد. اگر دیگر ماهیچه‌ها استخوان لامی را ثابت نگه دارند، این ماهیچه فک پایین را پایین می‌آورد. همچنین در استحکام کف دهان نقش دارد.
ماهیچهٔ آسیالامی از خط آسیالامی استخوان فک زیرین (مندیبل) شروع و به تنه استخوان لامی منتهی می‌شود. عصب آن از شاخه آسیالامی عصب آلوئولر پائینی است و عمکرد این عضله بالا بردن استخوان لامی و پشتیبانی از کف دهان است.

## اهمیت بالینی
این ماهیچه در سی‌تی اسکن و ام‌آرآی قابل مشاهده است. چون این ماهیچه فضای زیر فکی را از فضای زیرزبانی جدا می‌کند، عفونت‌ها به‌ویژه عفونت دندانی می‌توانند از یک فضا به دیگری از طریق ارتباط کناری یا نفوذ مستقیم در ماهیچه گسترش یابند. به دلیل تغییر ارتفاع خط آسیالامی فک پایین به‌سمت عقب، دندان‌های عقبی آلوده معمولاً به فضای زیر فکی و دندان‌های پیشین آلوده به فضای زیرزبانی تخلیه می‌شوند.

## تاریخچه
ماهیچهٔ آسیالامی را دیافراگم دهانی نیز می‌نامند. نام آن از محل اتصالش در نزدیکی دندان آسیای بزرگ گرفته شده‌است («mylo» از واژهٔ یونانی برای «آسیای بزرگ» آمده‌است).

## تصاویر بیشتر

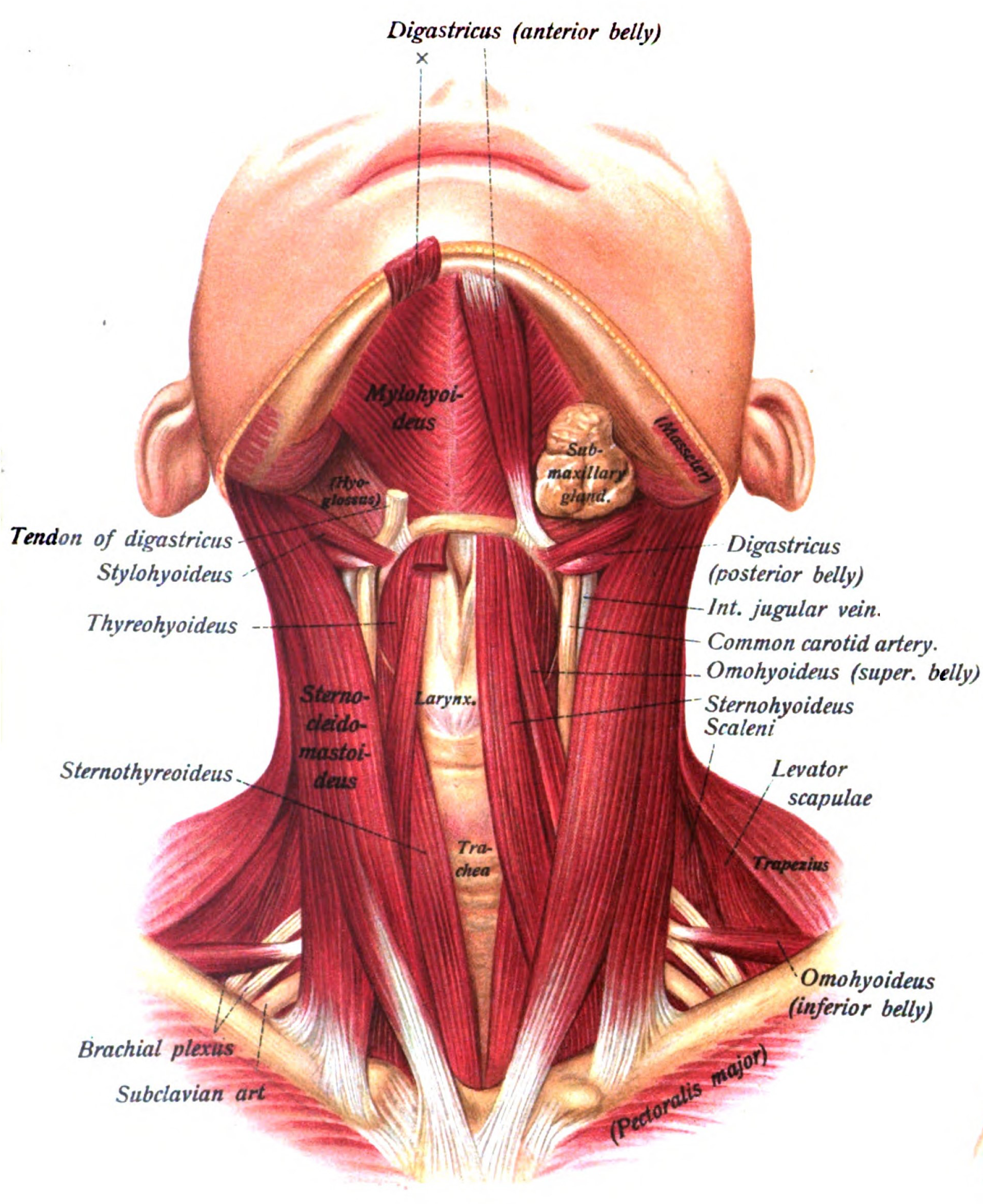
نمای پیشین
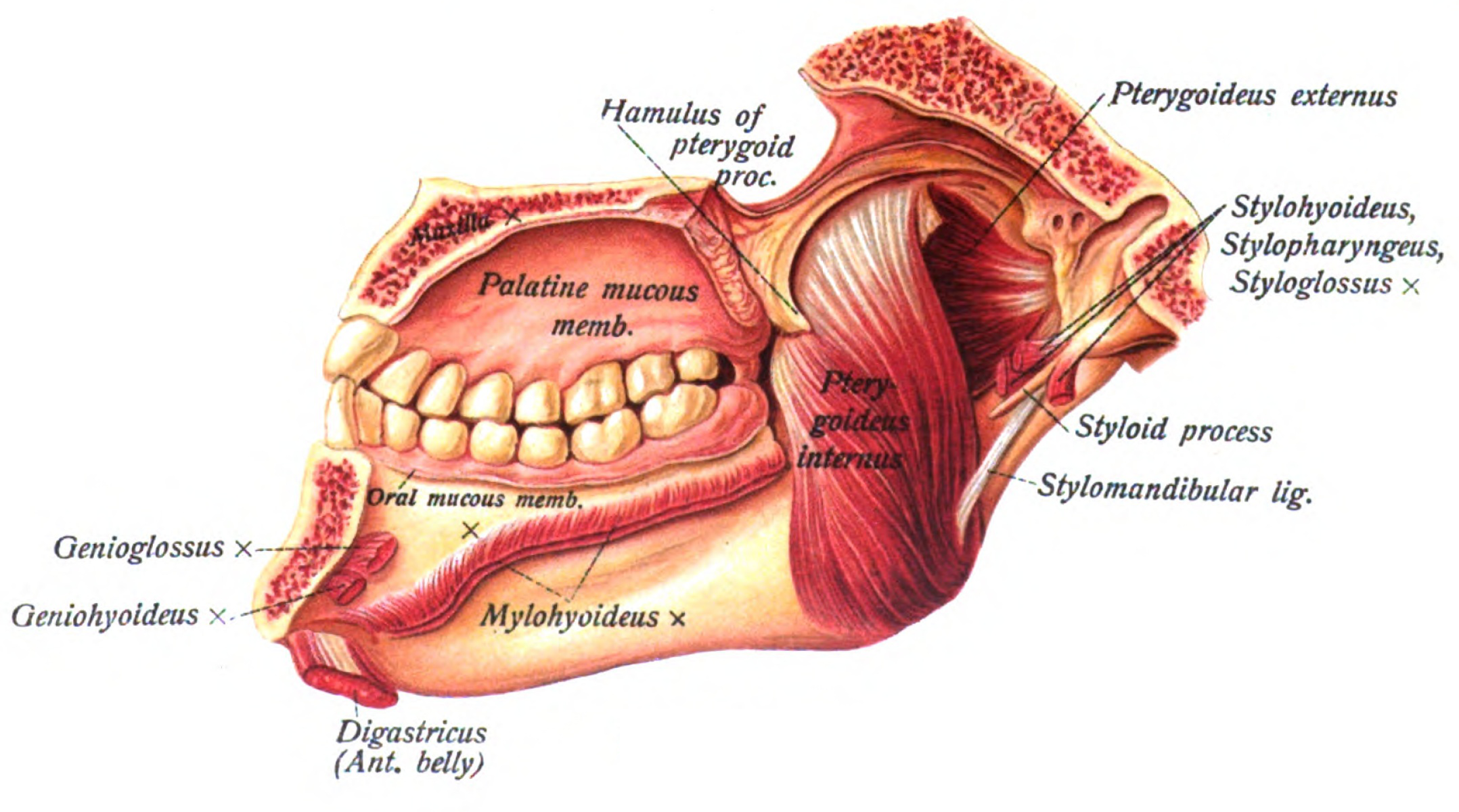
نمای میانی
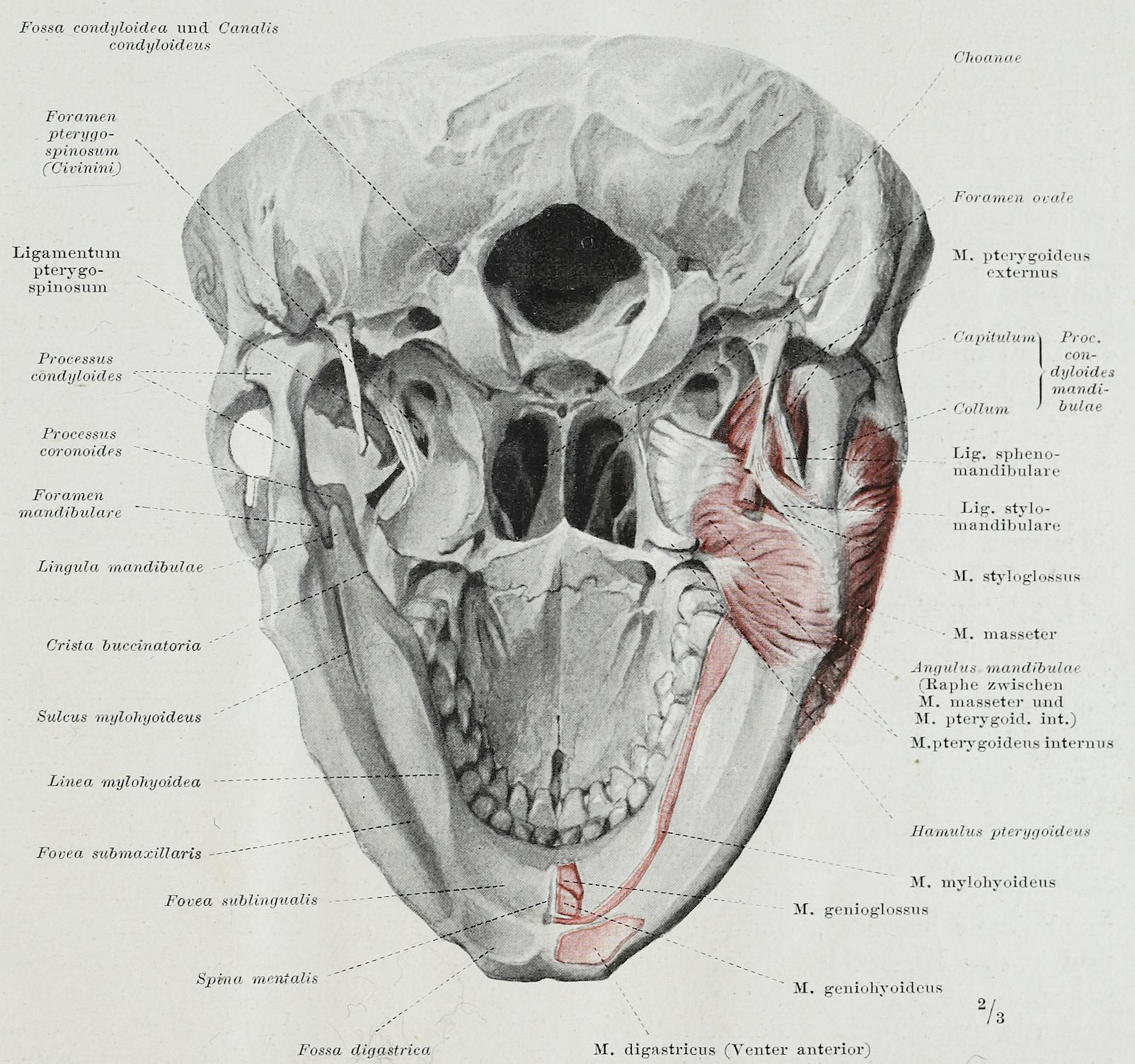
محل خاستگاه ماهیچهٔ آسیالامی، نمای زیرین
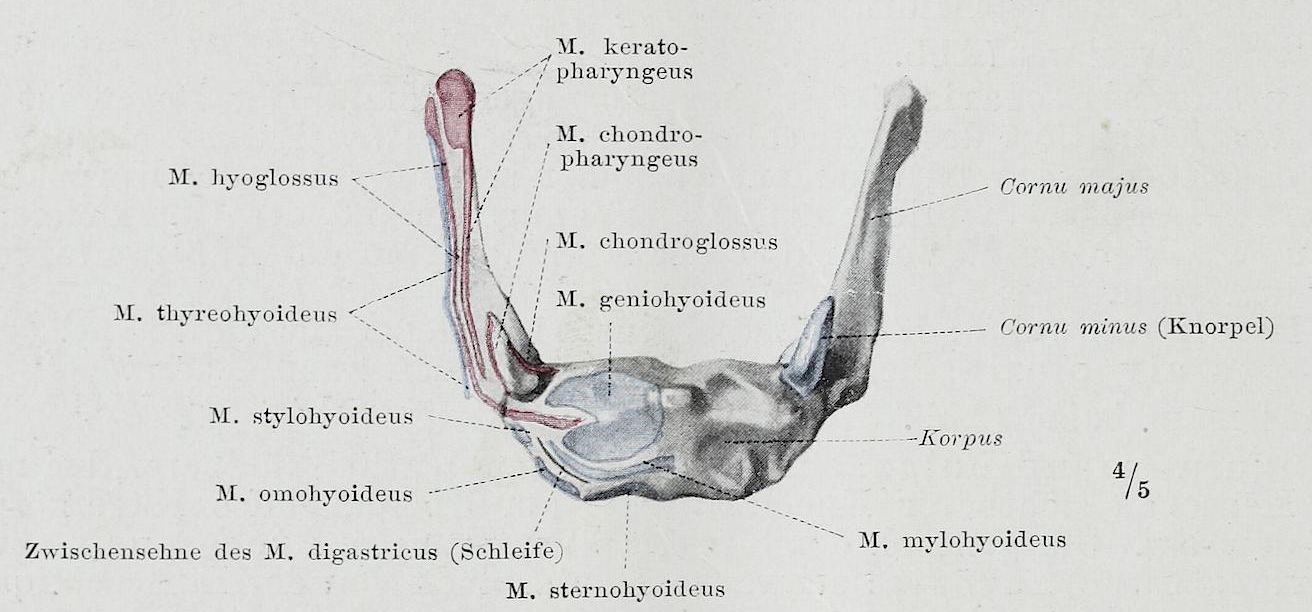
محل پیوند ماهیچهٔ آسیالامی روی استخوان لامی
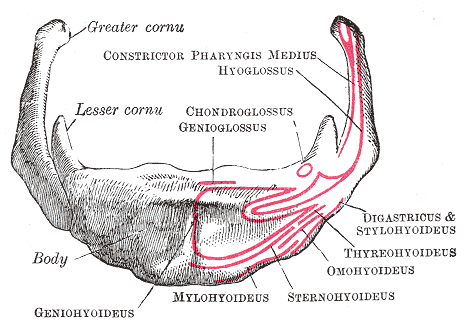
استخوان لامی، نمای روبه‌رو (بزرگ‌شده)
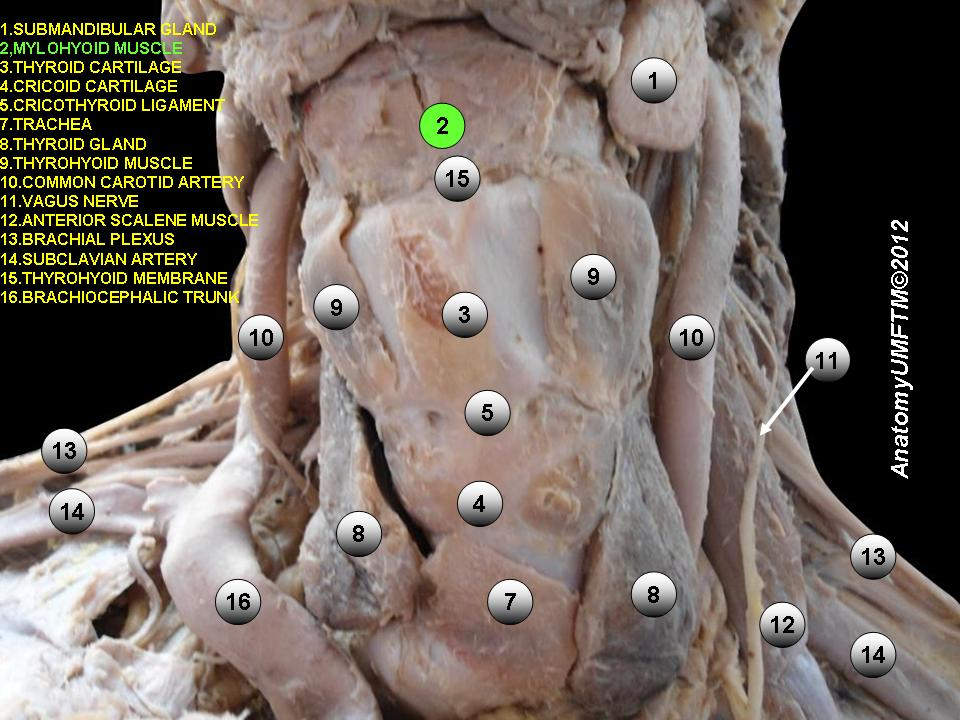
ماهیچهٔ آسیالامی